# Hyperion Records
Hyperion Records es una compañía discográfica independiente británica con sede en Londres, especializada en música clásica. Fue fundada en 1980 por Ted Perry y Doreen Perry.

## Historia
La compañía  en 1980 por George Edward Perry, más conocido como "Ted", y su esposa Doreen Perry. El nombre del sello hace referencia a Hiperión, uno de los titanes de la mitología griega. 
Las primeras ediciones de LP incluyeron música británica del siglo XX de compositores como Robin Milford, Alan Bush y Michael Berkeley. El éxito de la empresa fue confirmado con un disco aclamado por la crítica y enormemente popular de música de Hildegarda de Bingen, dirigida por el medievalista Christopher Page y su grupo Gothic Voices. El director actual de Hyperion Records es Simon Perry, hijo de Ted Perry. Doreen Perry murió el 16 de septiembre de 2009.

## Repertorio
El catálogo abarca todo el espectro de la música: sacra y profana, coral y vocal solista, orquestal, de cámara e instrumental; y gran parte de él es exclusivo de Hyperion. El sello se ganó reconocimiento por grabar obras menos conocidas, en particular la recuperación de conciertos para piano románticos que habían caído del repertorio, las obras de compositores románticos escoceses y la música inglesa del Renacimiento al Barroco. Son especialmente conocidos por su serie de grabaciones de la música completa para piano de Franz Liszt grabada por Leslie Howard. Asimismo son conocidos por su edición completa de los lieder de Franz Schubert, preparada bajo la supervisión de Graham Johnson, y muchos de los oratorios de Haendel, así como las obras corales de Henry Purcell bajo la dirección de Robert King. 
Stephen Hough grabó los conciertos para piano completos de Serguéi Rajmáninov y la Rapsodia sobre un tema de Paganini usando la partitura original del compositor. También es notable por la amplitud del repertorio grabado, incluyendo música desde el siglo XII hasta el siglo XXI. El sello es también conocido por las grabaciones completas de lieder de Carl Loewe, Robert Schumann, Félix Mendelssohn y Richard Strauss. Más recientemente, Hyperion lanzó concierto para violonchelo románticos y series de concierto para violín también románticos. La pianista canadiense Angela Hewitt grabó un ciclo completo de las obras para teclado de Bach para la discográfica (incluyendo El clave bien temperado dos veces), mientras que Christopher Herrick grabó sus obras completas para órgano.

## Premios y reconocimientos
Las grabaciones publicadas por este sello han recibido diversos de premios:
- En enero de 1996 obtuvo el premio al mejor sello discográfico en los premios Cannes Classiques de MIDEM.
- Varios Premios Gramophone, como la grabación del año en 1996, 1998, 2002 y 2010.
- Ted Perry fue incluido en el Salón de la Fama de Gramophone en abril de 2012.